# Psychotria zombamontana
Psychotria zombamontana är en måreväxtart som först beskrevs av Carl Ernst Otto Kuntze, och fick sitt nu gällande namn av Ernest Marie Antoine Petit. Psychotria zombamontana ingår i släktet Psychotria och familjen måreväxter. Inga underarter finns listade i Catalogue of Life.